# Diether Hopf
Diether Hopf (* 25. November 1933 in Eisenach) ist ein deutscher emeritierter Professor für Schulpädagogik von der Universität Potsdam. 

## Kindheit und Jugend
Nach dem Abitur in Bad Hersfeld studierte er an der Philipps-Universität in Marburg, an der Freien Universität Berlin und an der University of California in Berkeley. Er promovierte im Bereich Erziehungswissenschaft und erlangte in diesem Bereich auch seine Habilitation.

## Wissenschaftliches Wirken
Hopf war zunächst als Erzieher tätig. Danach war er Grundschul- und Gymnasiallehrer. 1971 begann er an der Universität/Gesamthochschule Kassel zu lehren. 1971 bis 1995 war er als Bildungsforscher am Max-Planck-Institut in Berlin tätig. Seit 1995 schließlich lehrt er in Potsdam. Hopf war Gastprofessor an der Aristoteles-Universität Thessaloniki.
Hopf beschäftigte sich mir Fragen des Schulsystems. Insbesondere interessierte ihn die Frage, wie sich Migrantenkinder im deutschen Schulsystem zurechtfinden.

## Wichtige Tätigkeiten
Hopf ging zahlreichen gesellschaftlich relevanten Tätigkeiten nach. Dazu zählen:
- Hopf arbeitet beim deutschen Bildungsrat mit. Er empfahl, dass es Schulversuche mit Gesamtschule geben solle und sorgte so dafür, dass es heute Gesamtschulen in Deutschland gibt.
- Hopf beriet Island, als es darum ging, dort das Schulsystem zu reformieren.
- Er war im Gründungsausschuss der Fachbereiche Pädagogik und Psychologie der Universität Zypern.